# 웨이트 오브 워터
《웨이트 오브 워터》(영어: The Weight of Water)은 2002년에 개봉한 미국의 영화이다.

## KBS 성우진 (2004년 12월 22일)
- 이향숙 - 진(캐서린 매코맥)
- 정미숙 - 마렌(세라 폴리)
- 이규화 - 토마스(숀 펜)
- 함수정 - 애덜라인(엘리자베스 헐리)
- 온영삼 - 플레이
- 유민석 - 판사
- 한상덕 - 와그너(키어런 하인즈)
- 임은정 - 카렌(카트린 카틀리지)
- 이호인 - 존(울리크 톰센)
- 이재용 - 이반(아나스 W. 베틀슨)
- 서윤석 - 변호사
- 성완경 - 리치(조시 루커스)
- 김희선 - 아네트(비네사 쇼)